# Deepolis
Deepolis fue un videojuego de navegador desarrollado por Bigpoint. Lanzado el 17 de diciembre de 2008, el juego cerró sus servidores en enero del 2020.
Deepolis fue nominado para el Premio Alemán de Desarrollo en la categoría de "Mejor juego de navegador en el 2009" Por los premios KGC en 2009.
El juego ganó el premio de diseño Red dot (Diseño de la Comunicación) de 2009 en la categoría "Juegos digital".

## Modo de juego
En Deepolis, el jugador asume el papel de las órdenes del almirante al mando de un submarino de agua en un mundo de tres dimensiones bajo el agua, con el objetivo de completar las misiones y el hundimiento de otros jugadores y NPCs. Como resultado, el jugador recoge puntos de experiencia (PE) y avances hacia arriba a través de los niveles.

Es posible ganar una cantidad máxima de 10,000 euros en un torneo. Todos los jugadores entran a la batalla de "Jackpot" en una competición bélica con otros jugadores en un mapa especialmente para torneos de Jackpot, al final, solo uno puede obtener en el jackpot su cantidad de euros que haya recolectado a lo largo del juego.

## Costos
Aunque el juego es gratuito, se pueden comprar submarinos adicionales, armas, equipo o municiones con "Helix". Helix es una moneda de juego que se compra con dinero real. También puede ser adquirida por completar misiones especiales, hundiendo los NPCs o el cobro de la misma. Junto con la hélix, hay una segunda moneda, llamada "Cel". Se obtiene mediante la recopilación de objetos flotantes, hundiendo NPCs, y comerciando productos básicos entre las estaciones que están localizadas en todo juego. Además de comprar artículos en el juego con Cel, uno puede hacer una oferta en Cel en las subastas virtuales en la Marina. Por lo tanto, es posible obtener elementos de élite sin pagar por ellos con moneda real. Si uno quiere pagar menos por las reparaciones o quiere obtener más ventajas adicionales en el juego, se pueden optar por ser usuarios "Premium" durante seis o doce meses. Todos los jugadores también pueden comprar paquetes adicionales en el juego
En julio del 2011, un nuevo diseño de submarino fue lanzado en el juego, esos diseños eran submarinos elites de las facciones Scion, Nauta y Jafnhar.

## Technologia usada
El cliente de Deepolis está basada totalmente en Adobe Flash. Como resultado, solo puede ser utilizada en Navegadores que soporten Adobe Flash.